# Frankie Ryan Manriquez
Frankie Ryan Manriquez (Los Angeles, 14 de março de 1994) é um ator estadunidense.

## Filmografia
| Ano  | Personagem                              | Personagem       |
| ---- | --------------------------------------- | ---------------- |
| 2001 | The King of Queens                      | Arthur (jovem)   |
| 2004 | Life With Bonnie                        | Frankie Tenucci  |
| 2004 | Bloop and Loop                          | Loop             |
| 2004 | Blue Collar TV                          | Billy            |
| 2004 | Megas XLR                               | Skippy           |
| 2004 | That's So Raven: Supernaturally Stylish | William          |
| 2005 | Racing Stripes                          | Ruffshodd        |
| 2005 | Star Wars: Clone Wars                   | Anakin Skywalker |
| 2005 | What's New, Scooby-Doo?                 | Ernie            |
| 2005 | What's New, Scooby-Doo?                 | Jimmy            |
| 2005 | Life on a Stick                         | Gus Lackerson    |
| 2007 | Higglytown Heroes                       | Wayne            |
| 2007 | That's So Raven                         | William          |
| 2006 | Top Cat                                 | Benny            |
| 2009 | The Secrets of Jonathan Sperry          | Albert           |